# Kaple (Boreč)
Kaple na Borči je drobná sakrální stavba patřící duchovní správou do Římskokatolické farnosti Sutom.

## Popis
Stavba se nachází ve dvoře barokního zámku na Borči. Kaple byla postavena v roce 1910.

## Okolí kaple

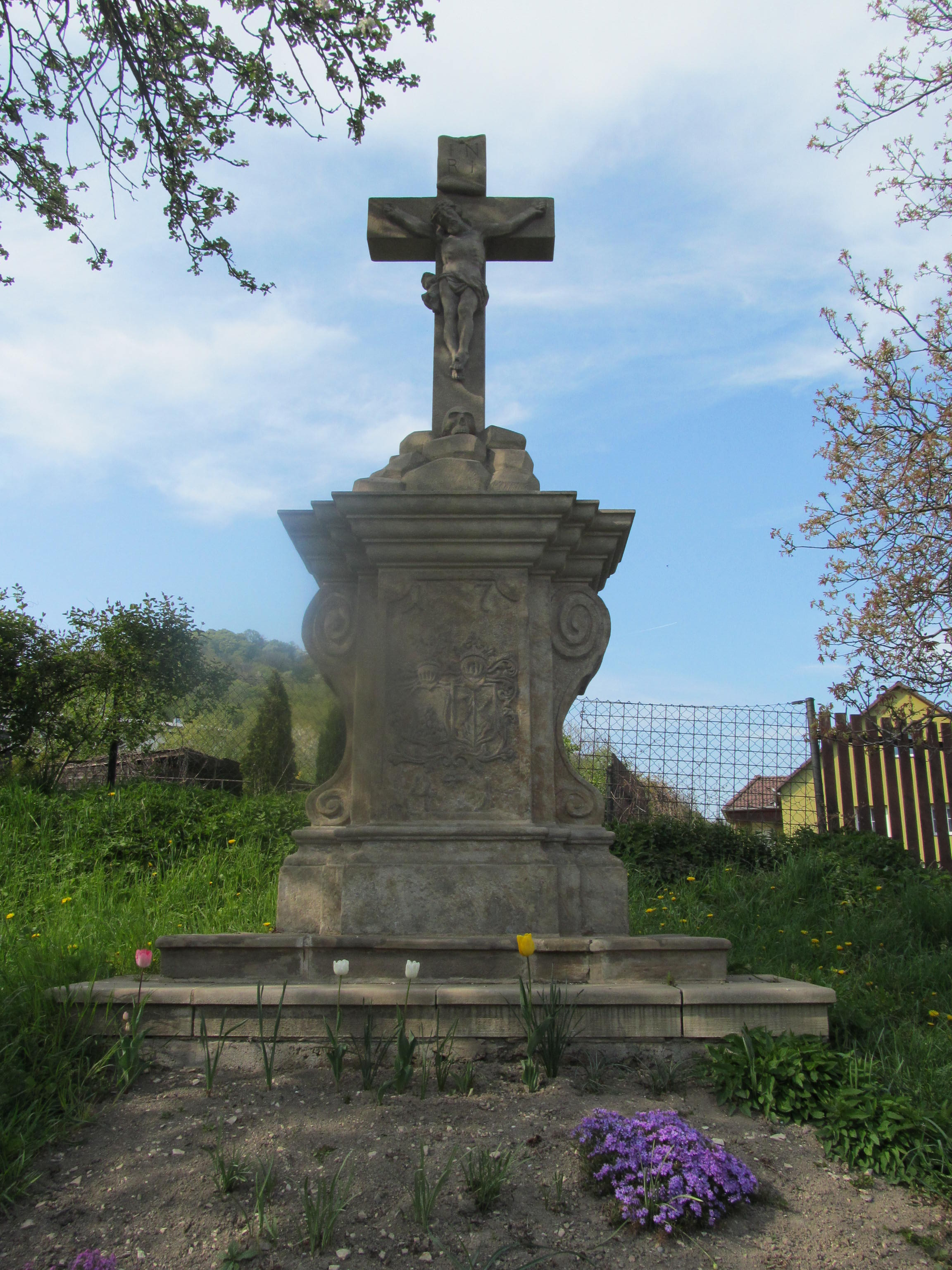
Kamenný kříž nad obcí Boreč

Nedaleko kaple se v obci nachází dřevěný kříž stojící na kamenném podstavci, který je datován do roku 1741. Nad obcí Boreč se nachází kamenný kříž.